# Instituto Niels Bohr

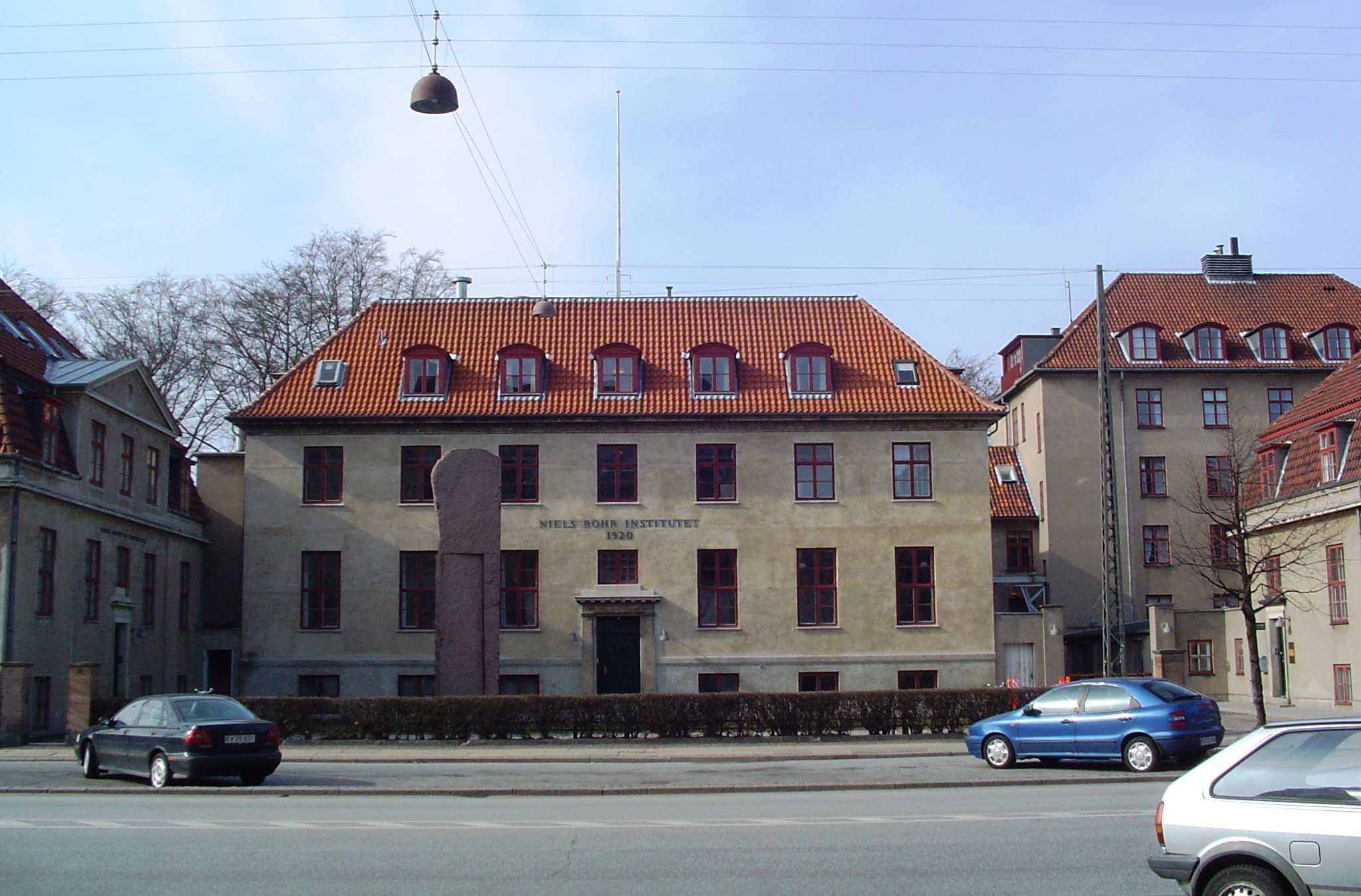
Instituto Niels Bohr

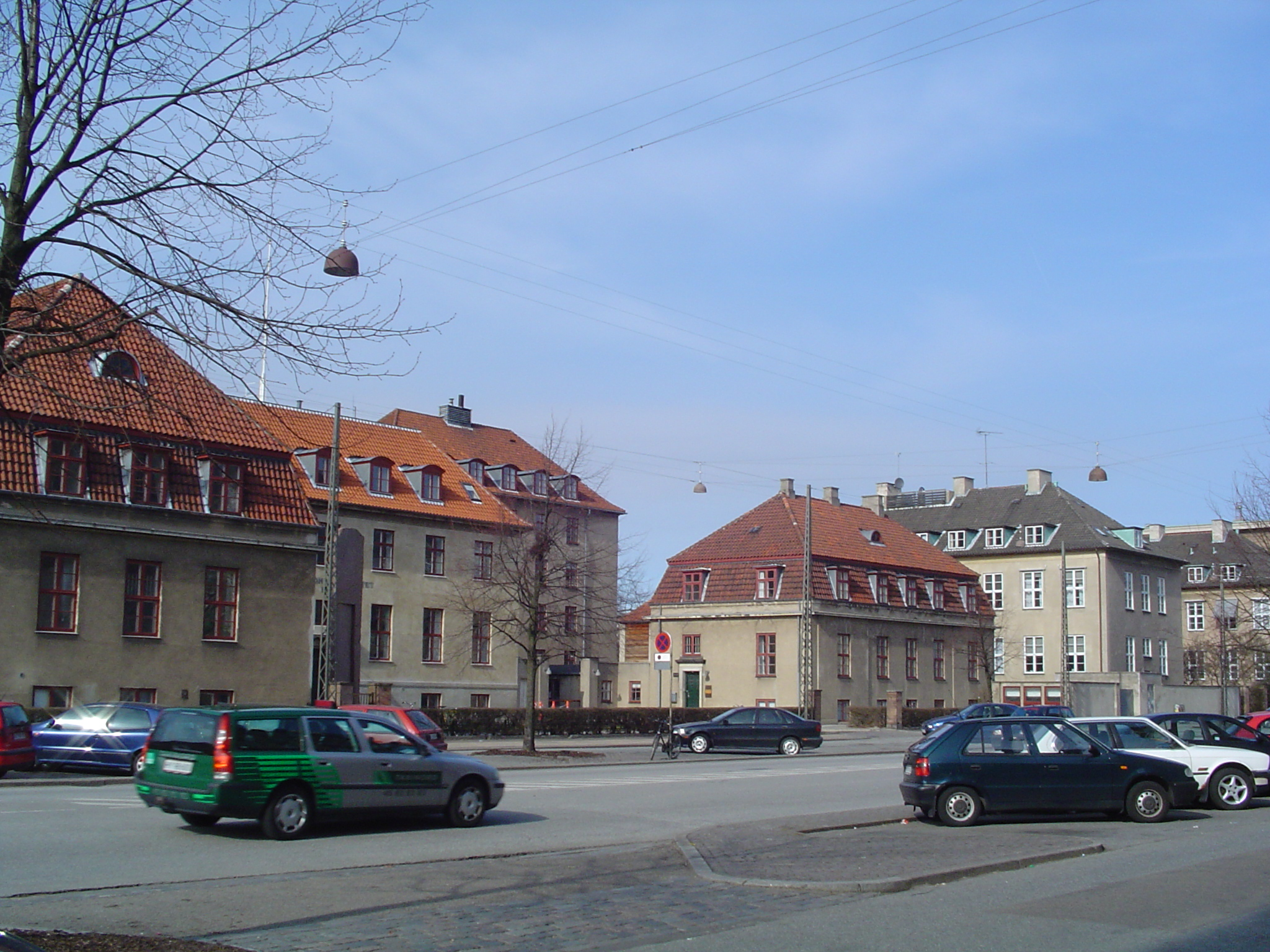
Instituto Niels Bohr

El Instituto Niels Bohr es una institución de investigación perteneciente a la Universidad de Copenhague. Sus actividades de investigación se orientan a la astronomía, geofísica, nanotecnología, la física de partículas, la mecánica cuántica y la biofísica.
Fue fundado en 1921, como Instituto de Física Teórica de la Universidad de Copenhague, por el físico danés Niels Bohr, miembro del personal docente de la Universidad desde 1914, y que desde su nombramiento como profesor titular en 1916 había tratado de impulsar la creación de un centro de estas características. Parte de los fondos para su puesta en marcha fueron una contribución de la empresa cervecera danesa Carlsberg. Tomó oficialmente el nombre de Instituto Niels Bohr el 7 de octubre de 1965, coincidiendo con el 80 aniversario del nacimiento de su fundador.
Durante las décadas de 1920 y 1930 el Instituto se convirtió en el centro clave en el desarrollo de la física atómica y la mecánica cuántica. Atrajo a numerosos físicos de Europa y el resto del mundo que se desplazaban a Copenhague con la intencíon de discutir con Bohr los descubrimientos más recientes y las nuevas teorías. La Interpretación de Copenhague de la física cuántica recibió su nombre en honor a los trabajos allí desarrollados sobre la materia por parte del físico danés y colaboradores tales como Werner Heisenberg y Max Born.
El 1 de enero de 1993, el histórico Instituto incorporó el Observatorio Astronómico, el Laboratorio Ørsted y el Instituto Geofísico de la Universidad, manteniendo su nombre original.